# Christian Wegscheider
Christian Wegscheider (* 30. September 1965) ist ein österreichischer Jazzpianist, -organist und Komponist.

## Werdegang
Wegscheider lernte Klavier an der Musikschule Innsbruck und studierte von 1987 bis 1993 an der Musikhochschule Graz. Er schloss mit dem Konzertdiplom Jazzklavier sowie Instrumentalgesangspädagogik Klavier ab. Anschließend lebte er zwei Jahre in New York, wo er bei Garry Dial Unterricht nahm und in Clubs auftrat.
Zusammen mit dem Bassisten Andy Mayerl veröffentlichte Wegscheider 2012 bei der Edition Dux die zwölfbändige Lehrbuchreihe Jazz Club: Jazz spielend lernen, die im selben Jahr mit dem Best-Edition-Preis des Deutschen Musikverlegerverbandes ausgezeichnet wurde. 2014 wurde sein Konzert für Jazztrio und Orchester mit dem Tiroler Symphonieorchester Innsbruck uraufgeführt.
Zurzeit (2016) unterrichtet Wegscheider neben seiner Tätigkeit als freier Musiker und Komponist Jazzklavier am Mozarteum Salzburg und der Musikschule Innsbruck. Außerdem ist er Obmann des Vereins Ton Art Tirol, der Jazz und improvisierte Musik fördert. Er arbeitete u. a. mit Willi Resetarits zusammen und trat als Mitglied der Pepe Linhard Band oft mit Udo Jürgens auf.
Wegscheider lebt in Wiesing.

## Werke (Auswahl)
- Walzerpsychose für Kammerorchester (2008)
- Begegnungen für Streichquartett, Klavier und Schlagwerk (2008)
- Wild East für Streichquartett (2010)
- Weselynes für Streichquartett und Gitarre (2011)
- Munter nach vorn elegant zurück für Streichquartett (2013)
- Konzert für Jazztrio und Orchester (2013)
- All Inclusive für Streichorchester und Klavier (2016)[7]

## Diskografie (Auswahl)
- Christian Wegscheider Trio – Live (2001; mit Marc Abrams und Christian Salfellner)
- Andy Mayerl, Christian Wegscheider – Mirror’in (2004)
- Christian Wegscheider Trio plus – Im Juni (2005)
- WTH Trio – Made in Austria (2013; mit Klaus Telfser und Peter Paul Hofmann)
- Christian Wegscheider Trio – Mozarts Nightmare (2014)
- Jazzbaby: A Tamed Tigers Roar (enja 2021, mit Stefanie Boltz)[8]

## Bücher
- mit Andy Mayerl: Jazz Club Bandleader. Edition Dux, 2012, ISBN 978-3-86849-206-4.
- mit Andy Mayerl: Jazz Club Querflöte. Edition Dux, 2012, ISBN 978-3-86849-216-3.
- mit Andy Mayerl: Jazz Club Violine. Edition Dux, 2012, ISBN 978-3-86849-215-6.
- mit Andy Mayerl: Jazz Club Posaune. Edition Dux, 2012, ISBN 978-3-86849-214-9.
- mit Andy Mayerl: Jazz Club Klarinette. Edition Dux, 2012, ISBN 978-3-86849-213-2.
- mit Andy Mayerl: Jazz Club Altsaxophon. Edition Dux, 2012, ISBN 978-3-86849-212-5.
- mit Andy Mayerl: Jazz Club Trompete. Edition Dux, 2012, ISBN 978-3-86849-211-8.
- mit Andy Mayerl: Jazz Club Tenorsaxophon. Edition Dux, 2012, ISBN 978-3-86849-210-1.
- mit Andy Mayerl: Jazz Club Gitarre. Edition Dux, 2012, ISBN 978-3-86849-209-5.
- mit Andy Mayerl: Jazz Club Bass. Edition Dux, 2012, ISBN 978-3-86849-208-8.
- mit Andy Mayerl: Jazz Club Klavier. Edition Dux, 2012, ISBN 978-3-86849-207-1.
- mit Andy Mayerl: Jazz Club Schlagzeug. Edition Dux, 2012, ISBN 978-3-86849-217-0.

## Belege
1. ↑  Sonntagsmatineen des Tiroler Symphonieorchesters Innsbruck in der Saison 2008/2009. Tiroler Symphonieorchester Innsbruck, archiviert vom Original; abgerufen am 15. April 2016.
2. 1 2  Biografie Christian Wegscheider. Abgerufen am 11. August 2025.
3. 1 2  Christian Wegscheider. In: Dux-verlag.de. ancora Verlagsservice Halbig e. K., abgerufen am 2. April 2016.
4. ↑  Christian Wegscheider: What I Do as a Composer. Ehemals im Original (nicht mehr online verfügbar); abgerufen am 15. April 2016. (Seite nicht mehr abrufbar. Suche in Webarchiven)
5. ↑  Neue Töne und alte Bekannte. In: Tiroler Tageszeitung. 21. September 2015 (tt.com [abgerufen am 5. März 2020]).
6. ↑  Flügel von Udo Jürgens bei Konzert. ORF, 29. November 2015, abgerufen am 15. April 2016.
7. ↑  Hauser: Sinn und Sinnlichkeit. In: Tiroler Tageszeitung. Nr. 23, 23. Januar 2016, S. 13 (Scan [abgerufen am 2. April 2016]).
8. ↑  Jazzbaby: A Tamed Tigers Roar (enja/edel). In: Jazz thing. 23. August 2021, abgerufen am 23. August 2021.

| Personendaten    | Personendaten                              |
| ---------------- | ------------------------------------------ |
| NAME             | Wegscheider, Christian                     |
| KURZBESCHREIBUNG | österreichischer Jazzpianist und Komponist |
| GEBURTSDATUM     | 30. September 1965                         |